# Sociedade de Ginástica Porto Alegre
A Sociedade de Ginástica Porto Alegre (SOGIPA) é um clube brasileiro, localizado na cidade de Porto Alegre. Possui quase 40 mil sócios e uma infraestrutura capaz de oferecer esporte, lazer e entretenimento. Trata-se de um dos clubes esportivos mais importantes do Brasil, com larga tradição olímpica.

## História
Os imigrantes alemães começam a se instalar em Porto Alegre principalmente na segunda metade do século XIX. Dentre estes, costumou-se criar associações que atendiam interesses em comum e mantinham uma identidade étnica. Ser teuto ou teuto-brasileiro, aliás, era uma condição para fazer parte dessas sociedades até o início do século XX. Ainda que estas condições não estivessem explícitas, era exigida a língua alemã aos membros das associações. O cultivo da língua materna, por sinal, seria uma das primeiras finalidades do Turnerbund.
A Deutscher Turnverein (Sociedade Alemã de Ginástica) foi oficialmente fundada em 10 de agosto de 1867 por um grupo de imigrantes alemães, por iniciativa do comerciante Alfred Schütt. A associação era voltada à prática da ginástica, conforme o ideal do turnen alemão, criado por Friederich Ludwig Jahn. Manter estas práticas, analisa a historiadora Haike Roselane Kleber da Silva, era uma forma de preservar os laços com a pátria-mãe e a cultura alemã. Inicialmente, a associação contou com 25 sócios.
Os primeiros sócios da sociedade eram comerciantes, artesãos, donos de indústrias e professores de ginástica. Os primeiros encontros aconteceram no Salão Rosenheim, na rua do Rosário, atual Vigário José Inácio. Em seguida, passaram para a Casa Hammermüller, na rua 24 de maio (Beco do Rosário), atual avenida Otávio Rocha, indo depois para o Salão Preussler, na rua Santa Catarina, atual Dr. Flores.
Em 1869 passou a promover também outra atividade típica da colonização alemã, o tiro ao alvo, originando o Deutscher Turn- und Schützverein (Sociedade Alemã de Ginástica e Tiro). Aos poucos, o tiro vai concentrando as atenções da sociedade, deixando a ginástica em segundo plano, gerando descontentamento em alguns sócios. Com isso, um grupo de ginastas decidiu se separar do tiro ao alvo e fundar uma nova Sociedade de Ginástica (Deutscher Turnverein), em 1876. Esta, em 1885, vai criar uma piscina à beira do rio Guaíba, onde hoje está a Rodoviária de Porto Alegre, iniciando as atividades da natação na sociedade. Esta é considerada a primeira piscina do Brasil e funcionou até sua destruição, em 1917, durante um incêndio nos armazéns da estrada de ferro.
Em 2 de outubro de 1887, aparentemente por culpa de uma discussão sobre a realização de um baile, houve nova cisão da sociedade, com um grupo formando o Turnklub (Clube de Ginástica). Em 11 de abril de 1892, com a fusão do Deutscher Turnverein - que tinha 28 sócios - e do Turnklub - com 240 sócios - , surge o Turnerbund (Federação dos Ginastas). O grande responsável pela união foi Jacob Aloys Friedrichs, que inicialmente assume na nascente sociedade o mesmo papel que cumpria no Turnklub, o de tesoureiro. No entanto, no mesmo ano passa a presidente e, em três longos períodos no cargo, num total de 30 anos, foi quem ergueu o clube.
Inicialmente voltada exclusivamente para meninos e homens, a sociedade vai passar a aceitar mulheres em 13 de agosto de 1904. No ano seguinte, elas passam a contar também com grupos de ginástica. Para construir uma sede própria, o Turnerbund comprou um terreno na rua São Rafael, atual avenida Alberto Bins. Por ser muito pequeno, logo foi vendido, e a sociedade comprou outro terreno na mesma rua. Ali construiu-se a sede, que passou por ampliações entre 1909 e 1910, ano em que as atenções se voltaram para um terreno adquirido no longínquo arrabalde de São João. Ali funcionavam chácaras de produção leiteira e ficava o ponto limite dos bondes. Era um espaço propício para a instalação de um campo para esportes coletivos como o futebol, o punhobol e o tamborim. Ali iniciaram as atividades do Fußball Mannschaft Frisch-Auf, time de futebol fundado por Georg Black em 1908. Foi também na inauguração do campo, em 21 de maio de 1911, que se realizou o primeiro jogo de punhobol do Rio Grande do Sul.
A sociedade passou a contar com biblioteca e um grupo de canto. Novos esportes foram sendo introduzidos, como a esgrima (1885), o bolão (1901), o futebol (1908), o punhobol (1911), o atletismo (1913), o tênis (1914), o basquete (1926) e o vôlei (1926). Em 1913 também foi criado o grupo de escoteiros do Turnerbund, também por iniciativa de Georg Black, que hoje leva o nome de seu criador e é o mais antigo grupo escoteiro com funcionamento regular e registro no Brasil. Além disso, na sede São João da Sogipa foi realizada em 8 de outubro de 1911 a primeira Oktoberfest do Brasil, idealizada pela Sociedade Die Haberer, sob a liderança de Fernando Schlatter, e em parceria com a Sogipa. Em 1920, na sede de São João, foi inaugurada a primeira pista atlética do Rio Grande do Sul.
A Sogipa sobreviveu à política de retaliação aos descendentes de alemães na Primeira Guerra Mundial e, diferentemente de outras sociedades de cultura alemã, ela também sobreviveu à Segunda Guerra Mundial, devido a sua importância e influência na cidade. Não sem ser afetada, porém. A participação de membros nazistas foi rechaçada em 1938, quando o estatuto da entidade passou a citar que esta estava a serviço da pátria rio-grandense e brasileira. Mas a confiança na obediência ao estado e leis brasileiras por parte dos alemães esbarrava na sua vontade de preservação da identidade étnica. Assim, durante a Primeira Guerra, as atividades da sociedade foram possivelmente suspensas entre os anos de 1917 e 1919, e, com a campanha de nacionalização de Getúlio Vargas, na Segunda Guerra, o Turnerbund foi obrigado a mudar de nome, para Sociedade Ginástica Porto Alegre, 1867 (SOGIPA), em 14 de abril de 1942. Mesmo assim, a agora Sogipa não foi poupada das depredações feitas nas sociedades alemãs.
Nas décadas de 1940 e 1950, a Sogipa buscará mostrar-se uma entidade brasileira, e encontrará respaldo na política do governo Vargas que via no esporte um modelador moral e cívico da população. Em 1944, é inaugurado o Estádio Atlético José Carlos Daudt, em 1953 a piscina olímpica, em 1958 o ginásio, em 1971 a nova sede social, em 1975 o conjunto de piscinas-lago e em 1981 (primeira etapa) e 1986 (segunda etapa) o Centro de Esportes Arno Ary Schwuchow. Outros departamentos também surgiram, como xadrez (1942), tênis de mesa (1947), judô (1968) e patinação (1975).  Em 1971, a Sogipa adquire um novo terreno junto à sede de São João, da antiga fábrica de acordeões Veronese, vende a sede do centro em 1980 e compra a sede da Sociedade Libanesa, em 1985.
Os investimentos em atletas de ponta se intensificam no final dos anos 1980. Com apoio de patrocínio de empresas, em março de 1987 a Sogipa contrata Robson Caetano, na época o principal nome do atletismo brasileiro. No ano seguinte, nas Olimpíadas de Seul, a sociedade foi representada por atletas no salto triplo e esgrima. A presença sogipana se repetiria em Olimpíadas e Jogos Pan-Americanos seguintes. Em 2008, foi inaugurada a Faculdade Sogipa, oferecendo graduação em Educação Física.
Em 25 de outubro de 2013, um incêndio destruiu cerca de 20% do prédio da sede social, provocando a interdição temporária do clube. Em 2017, o clube completou 150 anos e, entre as ações comemorativas, lançou um livro que narra, por meio de textos e uma seleção de fotos, a sua história.

## Infraestrutura
Possui doze quadras de tênis, pista sintética de atletismo - única entre clubes particulares do Brasil - piscinas, toboáguas e um centro de esportes com mais de 14 mil metros quadrados de área construída, dividido em três pavimentos. Ao todo, são nove ginásios para diversas modalidades esportivas, academias de ginástica, musculação, clínica médica e sauna, entre outros. Também possui um Centro de Eventos com mais de uma dezenas de salões, e uma rica área verde em uma das regiões mais importantes da cidade. A estrutura também conta com quadra de futebol sete com gramado sintético, restaurantes, loja de artigos esportivos e roupas e salão de beleza.

## Desportistas

### Judô
A Sogipa, sob o comando do Sensei Antônio Carlos Pereira, o Kiko, tornou-se referência na formação e treinamentos de judocas de nível internacional. Dentre os atletas que já integraram o departamento de judô do clube, estão João Derly, bicampeão mundial e campeão Pan-Americano, e Tiago Camilo, campeão mundial, tricampeão Pan-Americano e três vezes medalhista olímpico.
Na atualidade, entre os desportistas do clube de renome internacional estão Mayra Aguiar, que é bicampeã mundial e tem duas medalhas olímpicas, Érika Miranda, três vezes medalhista Pan-Americana, sendo campeã em 2015, e quatro vezes medalhista em mundiais; Felipe Kitadai, duas vezes medalhista Pan-Americano, sendo campeão em 2015, e medalhista olímpico em Londres 2012 e Maria Portela, duas vezes medalhista Pan Americana.
Em 2018 a Sogipa trouxe mais um grande atleta de renome internacional, o atleta Alex Pombo. Ainda fazem parte dessa elite de judocas internacionais em 2019, as atletas Ketleyn Quadros, Rochele Nunes, Daniel Cargnin, Rafael Macedo, Leonardo Gonçalves, Nathália Brígida, Gilmara Prudêncio, Aléxia Castilhos e Aine Schmidt.

### Atletismo
No atletismo, o principal destaque do momento é Almir Júnior, vice-campeão mundial indoor do salto triplo, que é treinado por José Haroldo Loureiro Gomes, o Arataca.

### Basquete
Em 2000, a SOGIPA foi campeã gaúcha tendo no elenco o atualmente humorista Rafinha Bastos.